# 紅毛
紅毛（こうもう）、または紅毛人は、主に17世紀から19世紀にかけ（日本では江戸時代）、日本、福建・台湾、東南アジア華僑・華人社会などで使われた、白人（あるいはその一部・特定の国民）に対する呼称である。
閩南語（福建語）読みを音写した ang mo / ang moh（アンモ、アンモー）は、現代では侮蔑語・差別語とみなされることがある。中国語では侮蔑の意味を強めた「紅毛屎」「紅毛鬼」「紅毛猴」「紅気鬼子」という表現もある。

## 語源
明代の中国でオランダ人やイギリス人を「紅毛蕃」や「紅毛夷」と呼んで南蛮人と区別したことに由来するとされ『東西洋考』などに例がある。19世紀の辞書によると、「紅毛 âng mô」はイギリス人のことである。

## 日本
明代以来の「南蛮」と「紅毛」の区別は日本にも持ち込まれたが、「紅毛」の語は鎖国（南蛮人禁制）以後に使用されるようになったという。書名では1654年（承応3年）の向井元升『紅毛流外科秘要』や1706年（宝永3年）の楢林鎮山『紅夷外科宗伝』などに例がある。
伝来した文化として古賀十二郎の『外来語集覧』には「紅毛料理」の記載がある。
また、技術ではオランダから伝来した測量術が「紅毛流測量術」と称された。

## 台湾
台湾では、17世紀にスペイン人の次に台湾の植民地支配に乗り出したオランダ人が、紅毛と呼ばれた。スペイン人が建てた要塞をオランダ人が改築した「紅毛城」（Âng-mn̂g-siâⁿ）に名が残っている。

## シンガポール
シングリッシュ（シンガポール英語）で「ang moh, ang mo, angmoh, ang-moh」は、白人のことである。ただし、侮蔑語・差別語と考える者もいる。
シンガポールの地名「アンモキオ (宏茂橋, Ang Mo Kio)」は、古くは「紅毛橋」とも書き、カラン川（現存しない）に架かっていた橋の名だった。伝承によると、この「紅毛」とは、イギリス人豪商の妻ジェニファー・ウィンザーのことであるという。1923年にジェニファーの娘アンジェラが行方不明になった後、この橋の上で、女の子の声が聞こえるようになった。それを聞くとジェニファーは、1963年に死去するまで、この橋の上ですごしたという。ただし異説によると、「紅毛」とは橋を設計したイギリス人建築家 John Turnbull Thomson（実際に赤毛だった）のことだともいう。